# Лієпіньш Харій
Харій Лієпіньш (латис. Harijs Liepiņš; *15 грудня 1927 — †3 серпня 1998, Скрунда) — латвійський актор. Народний артист Латвійської РСР (1978), Народний артист СРСР (1988).

## Життєпис
Народився Харій Лієпіньш 15 грудня 1927 року. У 1949 році закінчивши студію Ризького художнього академічного театру драми ім. Я.Райніса, став актором цього театру.
Ім'я Харіяна Лиепиньш носить професійна латвійська нагорода, що вручається за найяскравішу за підсумками минулого сезону акторську роботу в кіно, на телебаченні або на радіо.
Пішов з життя 3 серпня 1998 року в Скрунді. Похований в Ризі.

## Доробок
Знімався в українських фільмах:
- «Закон Антарктиди» (1961, Піколотто);
- «Два роки над прірвою» (1966, начальник гестапо);
- «Помилка Оноре де Бальзака» (1968, Ядковський);
- «Родина Коцюбинських» (1970, Винниченко);
- «Людина в прохідному дворі» (1972, т/ф, 4 с, Пухальський);
- «Червоні дипкур'єри» (1977);
- «Контрудар» (1985, Манштейн);
- «І в звуках пам'ять відгукнеться…» (1986, епіз.).

## Відзнаки та нагороди
- Заслужений артист Латвійської РСР (1958);
- Народний артист Латвійської РСР (1978);
- Народний артист СРСР (1988);
- Орден «Знак Пошани» (1956);
- Орден Трьох зірок (1994).